# Fluorid platnatý
Fluorid platnatý je anorganická sloučenina s chemickým vzorcem PtF2. Podle některých zdrojů je existence fluoridu platnatého nejistá.

## Příprava
Fluorid platnatý lze připravit působením fluoru na platinový drát zahřátý na 500-600 °C:
Pt + F2 → PtF2

## Vlastnosti
Fluorid platnatý tvoří žluté krystaly, které jsou nerozpustné ve vodě.
Při silném zahřátí se fluorid platnatý rozkládá na fluor a platinu:
PtF2 → Pt + F2